# Patatas a lo pobre

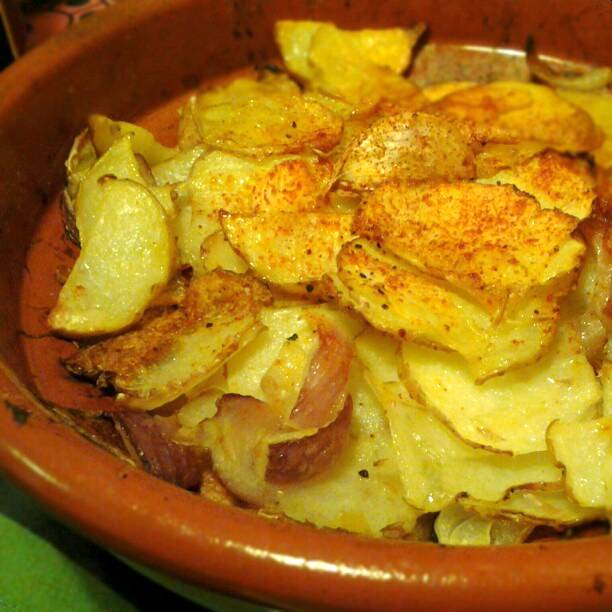
Patatas a lo pobre

Las patatas a lo pobre es un plato de patatas típico de la cocina granadina, la cocina jienense, la almeriense y la murciana, en el sureste de España. Se puede decir que su preparación es la de las patatas fritas cortadas en rodajas y servidas en pegote, amontonadas. 
Las patatas a lo pobre se suelen preparar con pimiento verde o rojo cortado en tiras y frito. Es un plato muy típico de la gastronomía de Andalucía Oriental (Granada, Jaén y Almería) y sirve como base para un buen número de recetas de cocina que se basan en las patatas como pueden ser los huevos rotos, los revueltos o incluso la tortilla de patata.
Se acompañan de diversos elementos cárnicos como pueden ser embutidos, un huevo frito (roto o estrellados), o pequeñas tiras de jamón. A veces se suelen mezclar con alguna verdura. Pueden emplearse como guarnición en cualquier plato de carne o pescado.